# GT World Challenge Europe Sprint Cup 2022
Navigation
Édition précédente Édition suivante
La saison 2022 du GT World Challenge Europe Sprint Cup est la dixième saison de ce championnat et la troisième sous ce nom. Elle se déroule du 30 avril 2022 au 18 septembre 2022 sur un total de cinq manches.

## Calendrier
Par rapport à la saison précédente dont le calendrier avait évolué en raison de la pandémie de Covid-19, les cinq manches sont reconduites. Chaque manche comprend deux courses, soit dix courses pour cinq manches.
| N° | Date             | Circuit                               | Lieu             | Pays        |
| -- | ---------------- | ------------------------------------- | ---------------- | ----------- |
| 1  | 30 avril-1er mai | Circuit de Brands Hatch               | Longfield        | Royaume-Uni |
| 2  | 13-15 mai        | Circuit de Nevers Magny-Cours         | Magny-Cours      | France      |
| 3  | 17-19 juin       | Circuit de Zandvoort                  | Zandvoort        | Pays-Bas    |
| 4  | 1er-3 juillet    | Misano World Circuit Marco Simoncelli | Misano Adriatico | Italie      |
| 5  | 16-18 septembre  | Circuit de Valence Ricardo Tormo      | Cheste           | Espagne     |